# Кулчу-Мік
Кулчу-Мік (рум. Culciu Mic) — село у повіті Сату-Маре в Румунії. Входить до складу комуни Кулчу.
Село розташоване на відстані 438 км на північний захід від Бухареста, 11 км на схід від Сату-Маре, 117 км на північ від Клуж-Напоки.

## Населення
За даними перепису населення 2002 року у селі проживали 692 особи.
Національний склад населення села:
| Національність | Кількість осіб | Відсоток |
| -------------- | -------------- | -------- |
| угорці         | 425            | 61,4%    |
| румуни         | 231            | 33,4%    |
| цигани         | 36             | 5,2%     |

Рідною мовою назвали:
| Мова      | Кількість осіб | Відсоток |
| --------- | -------------- | -------- |
| угорська  | 458            | 66,2%    |
| румунська | 234            | 33,8%    |